# Білоус Микола Олександрович
Мико́ла Олекса́ндрович Білоу́с (2002—2023) — лейтенант Збройних сил України, учасник російсько-української війни, що відзначився у ході російського вторгнення в Україну. Герой України (2024, посмертно).

## Життєпис
Народився 28 червня 2002 року в м. Миколаїв.
У 2023 закінчив Військову академію в Одесі.
Під час російського вторгнення в Україну служив командиром розвідувального взводу 1-го десантно-штурмового батальйону 82-ї окремої десантно-штурмової бригади Десантно-штурмових військ Збройних сил України.
У листопаді 2023 року під постійним артилерійським і мінометним обстрілом біля с. Вербове Пологівського району Запорізької області зміг повернути втрачені позиції. Після знищення ворожої групи організував оборону та відбив спробу контратаки. Під час цього бою Микола Білоус зазнав важкого поранення, але й далі керував зведеним підрозділом та евакуацією поранених. Лише після цього Миколу Білоуса евакуювали самого, але дорогою він загинув.

## Нагороди
- Звання Герой України з удостоєнням ордена «Золота Зірка» (23 серпня 2024, посмертно) — за особисту мужність і героїзм, виявлені у захисті державного суверенітету та територіальної цілісності України, самовіддане служіння Українському народові[3]. Нагороду вручив рідним Миколи Білоуса Президент України Володимир Зеленський у Києві 31 січня 2025 року[2].
- орден Богдана Хмельницького III ст. (3 вересня 2023) — за особисту мужність і самовіддані дії, виявлені у захисті державного суверенітету та територіальної цілісності України[4];
- нагрудний знак «Хрест хоробрих» (від 01.12.2023 № 2857) — за героїчний вчинок, пов'язаний з ризиком для життя (здоров'я) під час участі у бойових діях об'єднаних, антитерористичних операцій, а також операціях з підтримання миру та безпеки, ліквідації наслідків природних та техногенних катастроф, інших надзвичайних ситуацій[джерело?].